# رون دياز
رون دياز (بالإنجليزية: Ron Diaz)‏ هو مقدم برامج إذاعية ودي جيه أمريكي، ولد في 1955.